# Машхуілува
Машхуілува (*д/н — 1305/1300 до н. е.) — перший відомий володар держави Міра, що панував близько 1330—1305/1300 років до н. е. З лувійської мови ім'я перекладається як «Мишеня».

## Життєпис
Більшість дослідників вважає його онуком Тархунтараду і сином Анцапаххаду, царів Арцави. Ймовірно за часів батька або невдовзі після його смерті отримав у володіння Міру з містом Хапанува. Згодом вступив у конфлікт з братом Уххациті, що вигнав Машхуілуву з його володінь.
Він прибув до хеттського царя Суппілуліуми I, який оженив Машхуілуву на своїй доньці Муватті. За цим прибув до області Кувалія, де став місцевим правителем за підтримки хеттів.
Близько 1318 року до н. е. допоміг хеттському царю Мурсілі II перемогти Уххаціті, який втік до держави Аххіява. Потім Машхуілува відзначився у складі хеттського війська в битві під Вáльмою, де Уххаціті зазнав остаточної поразки. В результаті Арцаву було розділено на 3 частини, з яких Машхуілува до володіння Кувалія приєднав землі Міри, додавши область навколо колишньої столиці Арцави — Апаша. Невдовзі Машхуілува переніс сюди свою столицю. При цьому отримав особисту охорону з хеттів в 600 вояків.
Близько 1305 року до н. е. з незрозумілих причин підтримав антихеттське повстання держави Піташа (за іншою версією мав особистий конфлікт з хеттським царем й сам збурив Піташу), але зрештою зазнав поразки. Він втік на північ, до держави Маша (Масса). Але під тиском хеттів правитель останньої видав Машхуілуву, якого заслано до Хаттуси. Подальша його доля невідома.
Новим володарем Міри став названий син Машхуілуви — Купанта-Рунтія.